# Westfield (Nova York)
Westfield és una població dels Estats Units a l'estat de Nova York. Segons el cens del 2000 tenia 3.481 habitants.

## Demografia
Segons el cens del 2000, Westfield tenia 3.481 habitants, 1.367 habitatges, i 918 famílies. La densitat de població era de 352,8 habitants per km².
Per edats la població es repartia de la següent manera: un 26% tenia menys de 18 anys, un 6,7% entre 18 i 24, un 26% entre 25 i 44, un 22,2% de 45 a 60 i un 19,1% 65 anys o més.
L'edat mediana era de 40 anys. Per cada 100 dones de 18 o més anys hi havia 85,4 homes.
La renda mediana per habitatge era de 32.136 $ i la renda mediana per família de 43.028 $. Els homes tenien una renda mediana de 30.878 $ mentre que les dones 22.500 $. La renda per capita de la població era de 15.828 $. Entorn de l'11,1% de les famílies i el 17,4% de la població estaven per davall del llindar de pobresa.